# エクノモス岬の戦い
エクノモス岬の戦い（エクノモスみさきのたたかい、英語: Battle of Cape Ecnomus）は、第一次ポエニ戦争中の紀元前256年にシチリア南部のエクノモス岬沖においてローマ艦隊とカルタゴ艦隊の間で起こった海戦である。戦闘には両軍を合わせておよそ680隻の軍艦と29万人に及ぶ乗組員が参加したが、戦いに関与した戦闘要員の数の上ではこの海戦は史上最大の規模だった可能性がある。
シチリアの支配をめぐって始まった戦争が膠着状態となる中、ローマは戦況の打開のためにカルタゴの本拠地がある北アフリカへの侵攻を計画し、紀元前256年に330隻の軍艦と数の不明な輸送船からなる艦隊を編成した。同年の執政官であるマルクス・アティリウス・レグルスとルキウス・マンリウス・ウルソ・ロングスに率いられたローマ艦隊はローマの外港のオスティアを出港し、シチリアで現地に駐留していたローマ軍団兵を乗船させた。一方のカルタゴはローマの意図を察知し、ローマ艦隊を迎え撃つためにシチリアの南岸沖に将軍の大ハンノとハミルカルの指揮の下で350隻に及ぶ軍艦を集結させた。
双方の艦隊はエクノモス岬沖で衝突し、戦闘は3つの場所に分かれた戦隊同士の戦いに発展した。当初はカルタゴ側が戦闘で主導権を握ったものの、最終的には長時間に及んだ混戦の末にカルタゴ艦隊が敗北するという結果に終わった。勝利したローマ艦隊は北アフリカのアスピス（現在のケリビア）で軍隊を上陸させることに成功し、戦争の舞台はシチリアから北アフリカへ移っていった。

## 一次史料
第一次ポエニ戦争のほぼすべての点における主要な情報源は紀元前167年に人質としてローマに送られたギリシア人の歴史家のポリュビオス（紀元前200年頃 - 紀元前118年頃）による著作である。ポリュビオスの著作の中にはすでに失われている戦術書などもあるが、今日において知られている著作は、戦争終結からおよそ1世紀後にあたる紀元前146年以降に書かれた『歴史』である。ポリュビオスの著作は概ね客観的であり、カルタゴとローマのそれぞれの視点からほぼ中立であると考えられている。
カルタゴのほとんどの文書記録はその首都であったカルタゴとともに紀元前146年に失われたため、ポリュビオスの第一次ポエニ戦争に関する記述は今日では失われているいくつかのギリシア語とラテン語の情報源に基づいている。ポリュビオスは分析的な視点を持つ歴史家であり、可能な限り著作内で触れている出来事の関与者に自ら聞き取りを行った。40巻からなる『歴史』のうち、第一次ポエニ戦争について扱っているのは最初の1巻だけであるものの、現代の歴史家のG・K・ティップスは、『歴史』には「エクノモス岬の戦いに関する広範で注意深く細部に及んだ説明」が残されていると指摘している。ポリュビオスの記述の正確性については19世紀末以降多くの議論がなされてきたが、現代におけるほぼ一致した見解は、大抵において記述を額面通りに受け入れることが可能というものであり、現代の情報源におけるこの戦争に関する詳細は、ほぼすべてポリュビオスの記述に対する解釈に基づいている。
後世に著されたこの戦争に関する歴史書は他にも存在するが、それらは断片的、あるいは要約的なものであり、通常は海上での軍事行動よりも陸上での軍事行動の方をより詳細に扱っている。また、現代の歴史家は大抵においてディオドロスやカッシウス・ディオなどの著作も参照しているが、古典学者のエイドリアン・ゴールズワーシーは、「ポリュビオスの記述は他のどの記述とも見解が異なっている場合、通常は優先されるべきものである」と述べている。その他のこの戦争に関する情報源としては、碑文、考古学的証拠、そしてオリュンピアス（三段櫂船の復元船）のような復元による経験的証拠などがある。

## 背景

### シチリアの戦況

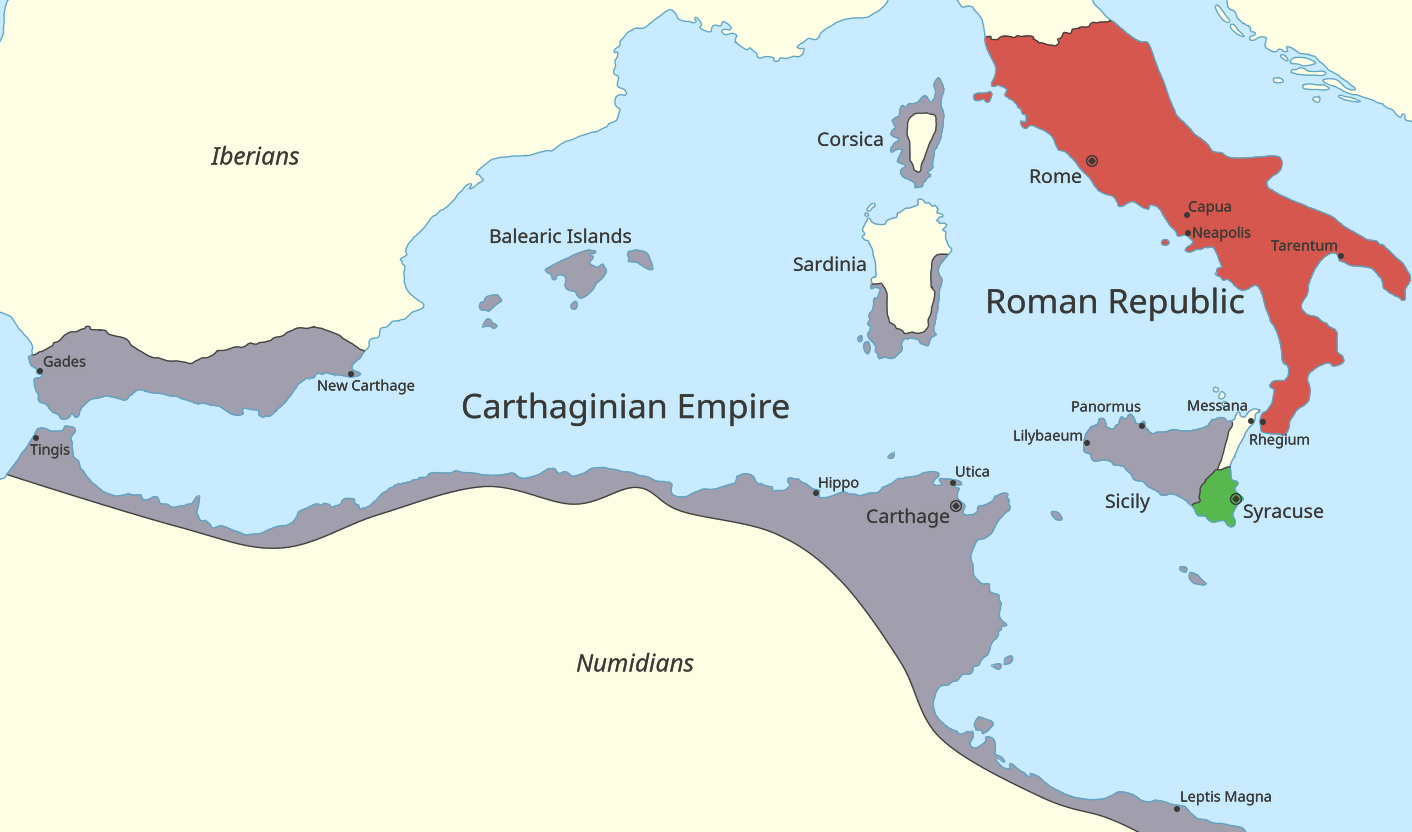
第一次ポエニ戦争の開戦直前の紀元前264年時点における地中海西部の勢力図：ローマは赤、カルタゴは灰色、シュラクサイは緑で示されている

紀元前264年にカルタゴとローマの関係は戦争段階に発展し、第一次ポエニ戦争が始まった。当時のカルタゴは地中海西部で確固とした地位を築いていた海洋国家であり、一方のローマはアルノ川以南のイタリア本土を統一したばかりであった。戦争の直接的な原因はシチリアのメッセネ（現在のメッシーナ）の支配をめぐる争いだったが、より広域的には双方とも当時のシチリアで最も強力な都市国家であったシュラクサイの支配の獲得を望んでいた。その後、紀元前256年までの間にローマは戦争の目標を拡大させ、少なくともシチリア全域の支配の獲得を望むようになった。その結果として戦争はローマがカルタゴから決定的な勝利を収めることでこの目標を達成しようとする闘争へと発展した。
カルタゴはローマと戦うにあたって敵の疲弊を待つという伝統的な政策を採用し、戦いで奪われた一部あるいは全部の支配地を将来的にローマから取り戻し、互いに満足のいく講和条約を結ぶことで折り合いをつけたいと考えていた。一方のローマは本質的に陸上を拠り所とする国家であり、陸軍を活用することによってシチリアの支配地を拡大させていった。しかし、カルタゴが強固に要塞化された町や都市を守ることに専念するようになったため、戦争は次第に膠着状態となっていった。これらのカルタゴが保持していた町や都市はそのほとんどが海岸沿いにあり、ローマ側が優勢な陸軍による妨害を受けることなく海側から軍の支援や補給を受けることができた。こうして戦争の焦点は海域へと移っていったが、それまでローマは海軍を用いた経験がほとんどなく、過去に海軍の必要性を認識した数少ない機会には大抵においてラテン人かギリシア人の同盟市から提供される小規模な海軍の戦隊に頼っていた。

### 軍艦
当時のローマとカルタゴが用いていた標準的な軍艦は五段櫂船（Quinquereme）であった。この五段櫂船はガレー船の一種であり、全長は約45メートル、喫水面における幅は約5メートル、排水量は約100トン、そして甲板は海面から約3メートルの高さにあった。ガレー船に関する現代の専門家であるジョン・コーツは、7ノット（時速13キロメートル）の速度を長時間維持できたと推測している。五段櫂船はそれまで地中海の海軍における主力であった三段櫂船よりも軍艦としてより性能に優れており、重量があるため、特に悪天候では三段櫂船よりも優れた能力を発揮した。現代に製作されたガレー船のレプリカであるオリュンピアスは8.5ノット（時速15.7キロメートル）の速度を達成し、4ノット（時速7.4キロメートル）の速度で何時間にもわたり巡航した。

ギリシアの三段櫂船の3つの異なる櫂と漕ぎ手の位置を示した図

五段櫂船における櫂と漕ぎ手の配置については、3本の櫂を上下に並べ、上の2本に2人ずつ、一番下の1本に1人の合計5人1組の形で配置されていたというのが一般的に受け入れられている説である。これをガレー船の両舷で28列並べていたため、櫂の数は合計で168本あった。船を効果的に操るにはそれぞれの櫂に少なくとも1人は一定の経験を有している人物が必要だった。軍艦はカタフラクト、すなわち「保護された」形状の船として建造され、漕ぎ手を保護するための閉鎖的な構造と海兵（船に配属されている兵士）やカタパルトを十分に乗せることができる甲板を備えていた。また、カルタゴの五段櫂船には漕ぎ手を収容する「櫂の箱」が別に据え付けられていた。この構造上の改善によって漕ぎ手は甲板より上部か甲板と同じ高さに配置されるようになり、船体の強度が増し、積載量も向上した。同様に漕ぎ手の持久力を維持するにあたって重要な要素となる換気状態の改善も図り、これによって船の巡航速度を向上させることも可能となった。
ローマは捕獲に成功したカルタゴの五段櫂船を自らの船の設計図として利用することで紀元前261年末に100隻の五段櫂船と20隻の三段櫂船からなる艦隊の建造に着手した。当時のローマ人は船大工としては未熟だったため、カルタゴの船よりも重い模造船を建造したが、これらの船はカルタゴの船よりも速度が遅く、操縦性でも劣っていた。ローマとカルタゴはポエニ戦争期を通じて五段櫂船を軍艦の主力として用いていたが、時には六段櫂船（片舷6人1組）、四段櫂船（片舷4人1組）、あるいは三段櫂船（片舷3人1組）を用いていた例も史料の中に見られる。また、五段櫂船はポリュビオスが「軍艦」全般を指す略語として用いるほど非常にありふれたタイプの軍艦でもあった。一隻の五段櫂船には20人の甲板乗組員と士官、そして280人の漕ぎ手の合計300人が乗船していた。これに加えて通常では定員40人の海兵も乗船していたが、戦闘が差し迫っていると考えられる状況下では120人まで増員される場合があった。

コルウスと呼ばれるローマの軍艦に備え付けられていた移乗攻撃用の器具

漕ぎ手たちを一つの集団として機能させることは言うまでもなく、戦闘でより複雑な機動作戦を実行するためには長く多大な労力を要する訓練が必要だった。その結果、当初ローマ艦隊は経験豊富なカルタゴ艦隊に対し不利な状況に立たされていた。しかし、ローマ艦隊はカルタゴ艦隊に対抗するため、コルウス（ラテン語でカラスを意味する）と呼ばれる幅1.2メートル、長さ11メートルの架橋を導入した。コルウスには自由端の下側に大きく重量のある釘が取り付けられ、敵船の甲板に突き刺して固定できるように設計されていた。これによって海兵として行動するローマ軍団兵はそれまでの伝統的な戦術であった体当たり攻撃ではなく移乗攻撃によって敵船を捕獲できるようになった。また、すべての軍艦には幅60センチメートルの青銅製の刃を3枚組み合わせた最大で重さ270キログラムになる衝角が喫水線に装備されていたが、これらの衝角はガレー船の船首に固定できるようにすべてロストワックス製法で一つずつ作られていた。
ポエニ戦争に先立つ1世紀の間、海兵の乗船は次第に一般的になり、体当たり攻撃は減少していたが、これは当時採用されるようになった大きく重い船が体当たり攻撃に必要な速度と操縦性に欠け、同時により頑丈な構造となったことから体当たり攻撃が成功した場合においてもその効果に乏しくなったためであった。ローマ艦隊のコルウスへの適応はこのような傾向の延長線上にあり、操船技術における当初の不利を補うものでもあった。その一方で船首の重量が増加したことから船の操縦性を損なうことにもなり、荒れた海況ではコルウスは役に立たなくなった。
ローマ艦隊はコルウスを活用したことが主な要因となり、大規模な海戦となったミュライ沖の海戦（紀元前260年）とスルキ沖の海戦（紀元前258年）で勝利を収めることができた。ローマはこれらの勝利によって自信を得たことに加え、シチリアの戦況が膠着状態となったことに対する苛立ちを募らせたこともあり、戦略の重点を海域に移した。そして北アフリカのカルタゴの中核地帯に侵攻し、チュニスの近くに位置する首都のカルタゴを脅かす計画を立てた。また、当時のローマとカルタゴはともに制海権の確立を決意しており、海軍の維持と規模の増強に莫大な資金と人的資源を投入していた。

## 戦いの序章
カルタゴ艦隊は紀元前256年の春の終わり頃にカルタゴに集結した。そして再度物資の補給を受け、海兵として従軍する兵士を乗船させるためにシチリアの重要な拠点であるリリュバエウム（現在のマルサーラ）に向けて出港した。その後、シチリアの海岸沿いに東へ進んでカルタゴがこの時点で保持していたシチリアの都市の中では最東端に位置するヘラクレア・ミノアまで航海し、シチリアですでに活動していた船（少なくとも62隻、恐らくそれ以上）と合流した。カルタゴ艦隊は6年前にアグリゲントゥムの戦いで敗れた大ハンノとテルマエの戦いで勝利を収めたハミルカル（ハンニバルの父親のハミルカル・バルカとは別人）に率いられており、ほぼすべてが五段櫂船からなる最大で350隻の軍艦を擁していた。
ほぼ同じ頃にローマ艦隊は恐らくローマの外港であるオスティアに集結した。艦隊を構成する軍艦の数は330隻に達し、その大部分は五段櫂船からなっていた。また、艦隊には数の不明な輸送船も同行しており、その多くはアフリカへ侵攻する時のための軍馬を積んでいた。艦隊の指揮は紀元前256年の2人の執政官であるマルクス・アティリウス・レグルスとルキウス・マンリウス・ウルソ・ロングスに委ねられた。両者はそれぞれ六段櫂船に乗船して出航したが、これらの両執政官の六段櫂船はその後に起こったエクノモス岬の戦いに参加した船の中では唯一の五段櫂船を上回る大型船であった。ローマ艦隊はイタリアの沿岸を南下し、メッセネでシチリアに渡り、シチリア東部を南下したのち西へ進んでフィンティアス（現在のリカータ）の停泊地でシチリアのローマ軍と合流した。そしてカルタゴ艦隊が交戦を仕掛けてきた場合に戦うことになる海兵とアフリカに上陸して侵攻するための兵士を補充するためにそれぞれの軍艦に80人の軍団兵を選抜して乗船させた。
ローマ艦隊には14万人に及ぶ海兵と陸兵、そして漕ぎ手を含む乗組員が乗船していた。一方のカルタゴ軍の兵力について確かなことはわかっていないものの、ポリュビオスは15万人と推定しており、現代の多くの学者も概ねこの数字を支持している。これらの数字をほぼ正確なものとするならば、エクノモス岬の戦いは参加した戦闘要員の数から見て史上最大の海戦だった可能性がある。　
ローマ艦隊はフィンティアスから直接北アフリカに向かうのではなく、西へ航行してシチリア海峡が最も狭くなるところで海峡を横断するつもりであった。当時の船、特に耐航性の低いガレー船は可能な限り常に陸地を視界に入れており、そうすることによって艦隊が外洋で過ごす時間を最小限に留めていた。カルタゴ艦隊はローマ艦隊の意図を察知し、その航路を正確に予測していた。そしてローマ艦隊がフィンティアスを出港したのち、ヘラクレア・ミノアの東でこれを迎え撃った。一般には双方の艦隊はローマ艦隊がフィンティアスを出発した直後にエクノモス岬沖で遭遇したとされているが、エクノモス岬沖を戦場とする扱いはポリュビオスやその他の一次史料の記録に基づくものではなく、現代における慣例である。中世の歴史家であるヨハネス・ゾナラス（1140年頃没）は、カッシウス・ディオの著作から情報を引用し、ヘラクレア・ミノアのすぐ東で戦闘が起こったと述べている。

## 戦闘

戦闘における双方の艦隊の動きを段階ごとに示した図
青色の線…ローマ艦隊の戦隊
青色の点…ローマ艦隊の輸送船
緑色の線…カルタゴ艦隊の戦隊

ローマ艦隊は規模の異なる4つの戦隊に分割され、それぞれの戦隊は共同でコンパクトな陣形を敷きつつシチリアの沿岸を移動した。最初の2つの戦隊（IとII）が艦隊を先導し、それぞれ斜線陣を組み、共同でくさび型の隊列を形成していた。これらの戦隊のうち、右側の戦隊はウルソ、左側の戦隊はレグルスが指揮を執っていた。また、両執政官の六段櫂船はくさびの頂点で互いに並んで航行していた。第3の戦隊（III）はそのすぐ後ろを航行し、輸送船を曳航していた。第4の戦隊（IV）は艦隊の背後を守るように直線状に並んで航行していた。一方のカルタゴ艦隊はローマ艦隊と遭遇することを予期しつつ東へ航行していたが、恐らくは小型の偵察船によってその接近を警告されていた。また、艦隊はそれぞれ規模の異なる3つの戦隊から構成されており、左側（陸側）の第1の戦隊（1）をやや前方に進めつつ横方向へ一列に並んでいた。中央の第2の戦隊（2）はハミルカルが指揮し、右側の第3の戦隊（3）は大ハンノが指揮していた。双方の艦隊は互いの存在を確認すると前方へ進んだ。
両軍のうちローマ艦隊の方が先に行動を起こし、先頭にいた第1の戦隊と第2の戦隊がカルタゴ艦隊の列の中央に向かって急速に突進を始めた。これを見たハミルカルはカルタゴ艦隊の中央に位置する第2の戦隊を恐らくは逆方向に漕いで退却するかのように見せかけた。しかし、ローマの両執政官はこの動きに構わずそのまま敵艦隊を追撃した。輸送船を曳航していたローマ艦隊の第3の戦隊はこの味方の動き出しによって遅れを取ることになり、その結果として先頭の2つの戦隊と後方の2つの戦隊の間の間隔が開いた。カルタゴ艦隊の両翼は敵の後方の2つの戦隊に向かって前進し、コルウスによる移乗攻撃を避けるためにローマ艦隊の正面を回避しつつ側面から攻撃を試みた。陸側に展開していたカルタゴの第1の戦隊は、輸送船を曳航し、前方の戦隊の突進によって周囲が外部にさらされていた敵の第3の戦隊の軍艦を攻撃した。これに対し攻撃を受けた戦隊は船を自由に操船できるようにするために曳航していた輸送船を切り離した。外洋側に展開していた大ハンノの第3の戦隊は今や漂流する輸送船によって動きを妨げられていた敵の最後尾の戦隊を攻撃したが、この第3の戦隊はカルタゴ艦隊の中では最も速く、最も操縦性に優れた船によって構成されていた。一方でハミルカルとその配下の第2の戦隊は追撃してくるローマ艦隊の第1と第2の戦隊との戦闘に転じた。こうして戦闘は3つの場所に分かれた戦隊同士の戦いに発展した。
古代の歴史家も現代の歴史家もハミルカルの退却はコンパクトなローマ艦隊の陣形を崩し、敵の軍艦の側面か後方への体当たり攻撃を可能にさせ、より優れた接近戦の技量でコルウスの脅威に対して上手く立ち回れるようにすることを具体的に意図していたと考えている。ローマは海軍を創設してから4年の間に熟練度を高めていたが、エクノモス岬の戦いの時点ではローマの軍艦の速度も操縦性も乗組員の技量もカルタゴ艦隊の水準には達していなかった。しかし、一方のカルタゴの海軍も規模が大きくなってから日が浅く、乗組員の多くがわずかな経験しか積んでいなかった。その結果、カルタゴの軍艦の操縦性と乗組員の操船技術の優位性はカルタゴ人が考えていたほど大きくはなかった。さらに、頑丈に造られたローマの軍艦はカルタゴ人の予想以上に体当たり攻撃への耐性があり、体当たりが成功した場合においても影響を受けにくかった。3つに分かれた戦闘は形のない乱戦となり、操船技術の優劣はほとんど意味をなさなかった。その一方でローマの軍艦がコルウスを使用し、敵船に乗り込むことができた場合は、アフリカへの移動のために乗船していた経験豊富で重装備の軍団兵を擁していた分ローマ側が有利であった。
当初輸送船を曳航していたローマの第3の戦隊の指揮官たちは次第に劣勢を自覚し、その結果として海岸の方向へ退却した。これに対しカルタゴの第1の戦隊は退却していくローマの第3の戦隊を海岸から切り離すことができなかった。退却したローマの戦隊は海岸付近に到着すると防御態勢に入った。浅瀬に停泊し、陸地に背を向けていたため、カルタゴの戦隊は側面から攻撃を仕掛けるのが難しく、かと言って正面から攻撃すればローマの軍艦のコルウスに直面しなければならなかった。それにもかかわらず、この防御戦はローマ艦隊にとって最も追い詰められた状況での戦闘となった。その一方で最後尾のローマの戦隊もカルタゴの第3の戦隊に打ち負かされつつあった。ローマの戦隊は頑強な抵抗を見せたものの、状況は次第に絶望的となった。
しかし、この戦いの帰趨は両艦隊の中央の戦い、すなわちローマの第1と第2の戦隊とカルタゴの第2の戦隊の間の戦闘で決した。ローマとカルタゴの軍艦は互いに体当たり攻撃を受けてそれぞれ何隻か沈没した。その一方でより多くのカルタゴの軍艦がローマの軍艦による移乗攻撃を許し、その結果として捕獲された。長時間に及んだ戦闘の末、生き残ったカルタゴの軍艦の乗組員たちは戦意を喪失して逃亡した。ローマの中央の戦隊は両執政官の合図で追撃を打ち切り、後方の2つの戦隊に加勢し、漂流する輸送船を救出するために漕いで引き返した。ウルソが率いる第1の戦隊はカルタゴの第1の戦隊を攻撃し、レグルスの第2の戦隊は大ハンノの第3の戦隊に対して攻撃を仕掛けた。レグルスはカルタゴの戦隊の背後から接近し、カルタゴの戦隊はそれまで戦っていたローマの第4の戦隊とレグルスの戦隊によって挟み撃ちにされる危険が生じた。結局、大ハンノは戦場から離脱することに成功した第3の戦隊の軍艦とともに撤退した。その後、レグルスの戦隊はウルソの戦隊に加勢し、敵の軍艦に取り囲まれながらも最後まで残って戦っていたカルタゴの第1の戦隊を攻撃した。その結果、カルタゴ艦隊はこの戦いにおける最大の被害を出すことになり、50隻の軍艦が岸辺に追い詰められ、最終的に多勢に無勢となって降伏した。長時間かつ混乱した戦いの末にカルタゴ艦隊は完全に打ち破られ、沈没した船は30隻、捕獲された船は64隻に達した。一方のローマ艦隊は24隻を沈没で失った。また、カルタゴは戦闘で3万人から4万人を失ったが、その内訳の大部分は捕虜であった。これに対しローマはおよそ1万人を戦死で失った。

## 戦闘後の経過

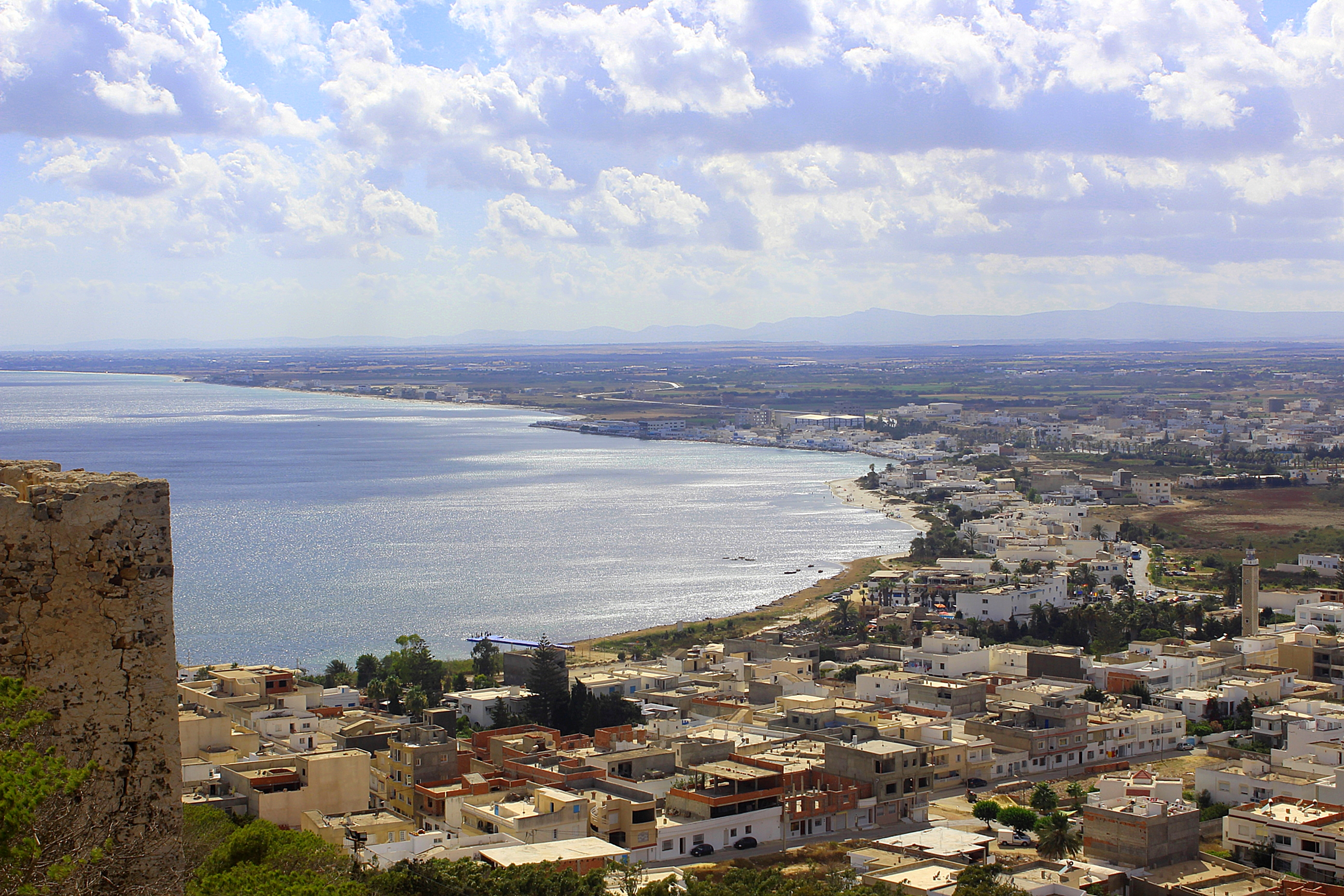
現代のチュニジアに位置するケリビア。ローマ艦隊はエクノモス岬の戦いで勝利したのち、この付近で軍隊をアフリカに上陸させた。

戦いが終わるとローマ艦隊は船舶の修理と乗組員の休養、そして軍隊の再編成のために再びシチリアで停泊した。捕獲したカルタゴの船の船首はローマに送られ、ミュライ沖の海戦の後に始まった伝統に従ってフォロ・ロマーノの演説台（ロストラ）に飾られた。カルタゴ艦隊は本国の海域まで撤退し、そこで再戦に備えた。しかし、艦隊の指揮官たちはローマ艦隊の上陸地点を予測できず、ボン岬の西側で待機していたものの、レグルスに率いられたローマ艦隊は反対の東側のアスピス（現在のケリビア）で軍隊を上陸させることに成功し、その後、アスピスの町を包囲した。その一方でウルソはローマに戻り、凱旋式を挙行して勝利を祝った。上陸に成功したレグルスが率いるローマ軍に対し、カルタゴは北アフリカのカルタゴ軍を強化するためにハミルカルと5,500人の部隊をシチリアから呼び戻した。
北アフリカにおけるレグルスの侵攻は当初は順調に進み、その結果、紀元前255年にカルタゴが和平を求めるに至った。しかし、レグルスが提示した和平の条件が非常に厳しいものであったため、カルタゴは戦争の続行を決意し、最終的にチュニスの戦いでレグルスの軍隊を破ることに成功した。ローマは生存者を退避させるために艦隊を派遣し、一方のカルタゴはこの作戦の阻止を試みた。その結果として起こったヘルマエウム岬の海戦はローマ艦隊の圧勝に終わり、114隻のカルタゴの船舶がローマ艦隊に捕獲された。しかし、ローマ艦隊も生存者を乗せてイタリアに戻る途中で嵐によって壊滅的な被害を受け、384隻の船舶と10万人の兵士を失った。この嵐に遭遇した際にコルウスの存在が異常なまでにローマの船舶の航行を困難にさせていた可能性があり、この大惨事以降、コルウスが使用されたという記録はない。
最終的に第一次ポエニ戦争は紀元前241年に起こったアエガテス諸島沖の海戦でローマ艦隊が勝利し、カルタゴが和平を求めて講和条約が成立したことでローマの勝利によって決着した。そしてこの戦争以降にローマは地中海西部、さらに後には地中海全域を支配する軍事大国となった。ローマはこの戦争中に1,000隻を超えるガレー船を建造したが、これだけの数の船を建造し、人員を乗せ、訓練し、供給し、そして維持した経験は、その後の600年にわたるローマの海洋支配の基礎を築くことになった。